# Giuseppe Valentino (sindaco)
Giuseppe Valentino (Reggio Calabria, 21 luglio 1865 – Reggio Calabria, 27 giugno 1943) è stato un politico italiano.
Suo nipote, omonimo Giuseppe Valentino, è stato senatore della Repubblica dal 1996 al 2013, per AN e PdL.

## Biografia
Nacque da una delle più illustri ed antiche famiglie di Reggio, che fin dal 1610 aveva dato un sindaco alla città, Giovandomenico Valentino.
Giuseppe Valentino, figlio del letterato e patriota Felice Valentino, è stato avvocato, oratore politico e protagonista della vita pubblica di Reggio Calabria, eccellendo per acume, rettitudine e fedeltà all'interesse generale. Nel 1904 fu eletto deputato nel collegio di Caulonia. Fu segretario e commissario della prima legge pro Calabria del 1906.
Il suo nome è indissolubilmente legato alla ricostruzione della città dopo il tremendo terremoto del 1908 che distrusse la sua famiglia.
Sopravvissuto alla tragedia, si dedicò con straordinaria passione alla ricostruzione della sua città. Da assessore ai lavori pubblici e quindi da sindaco dal 1916, profuse grandissimo impegno per contrastare ogni forma di mal costume avendo quale obiettivo solo ed esclusivamente l'interesse di Reggio.
Valentino realizzò anche il bellissimo Lungomare Matteotti di Reggio Calabria, poi diventato Lungomare Falcomatà, imponendo l'arretramento di cinquanta metri delle costruzioni che prima del terremoto erano situate a ridosso del mare. Determinando, così, uno schema urbanistico che ricorda la Promenade des Anglais di Nizza e la Croisette di Cannes.